# Les Noces de Fatty
Pour plus de détails, voir Fiche technique et Distribution.
Les Noces de Fatty (Rebecca’s Wedding Day) est un film muet américain réalisé par George Nichols sorti en 1914.

## Fiche technique
Source principale de la fiche technique :
- Titre : Les Noces de Fatty
- Réalisation : George Nichols
- Producteur : Mack Sennett
- Studio de production : The Keystone Film Company
- Distribution : Mutual Film Corporation
- Pays : États-Unis
- Format : Noir et blanc - 1,37:1 - Format 35 mm
- Langue : film muet intertitres anglais
- Genre : Comédie
- Durée : une bobine
- Date de la sortie :  États-Unis 24 janvier 1914

## Distribution
Source principale de la distribution :
- Roscoe Arbuckle : Rebecca
- Billy Gilbert[3] : le voleur
- Edgar Kennedy :
- Mack Sennett

Distribution non créditée :
- Phyllis Allen : invité au mariage
- Minta Durfee : invitée au mariage
- Virginia Kirtley : invité au mariage
- Frank Opperman : invité au mariage